# ピアーナ・クリージア
ピアーナ・クリージア(伊: Piana Crixia)は、イタリア共和国リグーリア州サヴォーナ県にある、人口約800人の基礎自治体（コムーネ）。

## 地理

### 位置・広がり

#### 隣接コムーネ
隣接するコムーネは以下の通り。括弧内のCNはクーネオ県、ALはアレッサンドリア県、ATはアスティ県所属を示す。
- カステッレット・ウッツォーネ (CN)
- デーゴ
- メラーナ (AL)
- ペッツォーロ・ヴァッレ・ウッツォーネ (CN)
- セローレ (AT)
- スピーニョ・モンフェッラート (AL)

### 気候分類・地震分類
ピアーナ・クリージアは、気候分類 (it) では zona D, 1996 GG
に、また、イタリアの地震リスク階級 (it) では、4 に分類される
。

## 行政

### 分離集落
ピアーナ・クリージアには、以下の分離集落（フラツィオーネ）がある。
- Lodisio, Molino, San Massimo

## 姉妹都市
- Saint-Jodard、フランス 2001年